# Mesoereis yunnana
Mesoereis yunnana là một loài bọ cánh cứng trong họ Cerambycidae.